# Some Candy Talking
| Recensione | Giudizio |
| ---------- | -------- |
| AllMusic   | [ 1 ]    |

Some Candy Talking è il primo EP del gruppo musicale britannico The Jesus and Mary Chain, pubblicato il 14 luglio 1986.

## Tracce
Testi e musiche di W e J. Reid.

### 7"
Lato A
1. Some Candy Talking - 3:19

Lato B
1. Psychocandy – 2:52
2. Hit – 3:27

### 2x7"
- Disco 1

Lato A
1. Some Candy Talking - 3:19

Lato B
1. Psychocandy – 2:52
2. Hit – 3:27

- Disco 2

Lato A
1. Cut Dead (Acoustic)  – 2:47
2. Psychocandy (Acoustic) – 2:01

Lato B
1. You Trip Me Up (Acoustic) – 2:41
2. Some Candy Talking (Acoustic) – 3:13

### 12"
Lato 1
1. Some Candy Talking - 3:12
2. Taste of Cindy - 1:59

Lato 2
1. Hit – 3:22
2. Psychocandy – 2:48

## Formazione
- Jim Reid - voce, chitarra
- William Reid - chitarra
- Douglas Hart - basso
- Bobby Gillespie - batteria

## Classifiche
| Classifica (1986) | Posizione massima |
| ----------------- | ----------------- |
| Regno Unito       | 13                |
| Irlanda           | 11                |